# Scarlett Jansen
Scarlett Jansen (* 1988) ist eine deutsche Rechtswissenschaftlerin.

## Leben
Jansen machte 2007 am Gymnasium Am Turmhof in Mechernich ihr Abitur und studierte von 2007 bis 2012 Rechtswissenschaften an der Rheinische Friedrich-Wilhelms-Universität in Bonn (2012 erste Prüfung am Justizprüfungsamt Köln). Von 2014 bis 2016 absolvierte sie den juristischen Vorbereitungsdienst im Oberlandesgerichtsbezirk Köln. Nach der Habilitation 2020 an der Universität Bonn (Erteilung der venia legendi für die Lehrgebiete Strafrecht, Strafprozessrecht, Medizinstrafrecht und Wirtschaftsstrafrecht) ist sie seit 2021 Universitätsprofessorin für Strafrecht, Strafprozessrecht und Wirtschaftsstrafrecht an der Universität Trier.
Ihre Forschungsschwerpunkte sind allgemeiner Teil des Strafrechts, insbesondere Fragen der Rechtfertigung und des Unterlassens; besonderer Teil des Strafrechts, insbesondere Verkehrsstraftaten, Wirtschaftsstrafrecht, insbesondere Wettbewerbsstrafrecht und Korruption, Medizinstrafrecht, insbesondere ethisch-rechtliche Konfliktsituationen und Entscheidungen am Lebensende und Strafprozessrecht, insbesondere Beweisverwertung.

## Schriften (Auswahl)
- Forschung an Einwilligungsunfähigen. Insbesondere strafrechtliche und verfassungsrechtliche Aspekte der fremdnützigen Forschung. Berlin 2015, ISBN 3-428-14628-X (Dissertation zum Erwerb des Dr. iur.)
- Der Schutz des Wettbewerbs im Strafrecht. Baden-Baden 2021, ISBN 3-8487-7087-3.